# Piano (film)
Piano (v anglickém originále The Piano) je novozélandsko-australsko-francouzský dramatický film z roku 1993. Režisérem filmu je Jane Campion. Hlavní role ve filmu ztvárnili Holly Hunter, Harvey Keitel, Sam Neill, Anna Paquin a Kerry Walker.

## Ocenění
Holly Hunter získala za svou roli ve filmu Oscara, Zlatý glóbus a cenu BAFTA. Anna Paquin dostala za svou roli ve filmu Oscara. Jane Campion dostala Oscara za nejlepší scénář. Film získal dvě ceny BAFTA - za nejlepší kostýmy a výpravu. Film byl dále nominován na dalších 5 Oscarů, 5 Zlatých glóbů a 7 cen BAFTA.

## Obsazení
| Holly Hunter    | Ada McGrath      |
| Harvey Keitel   | George Baines    |
| Sam Neill       | Alistair Stewart |
| Anna Paquin     | Flora McGrath    |
| Kerry Walker    | teta Morag       |
| Genevieve Lemon | Nessie           |
| Tungia Baker    | Hira             |
| Ian Mune        | Reverend         |
| Cliff Curtis    | Mana             |